# Mesaspis juarezi
Espèce
Synonymes
- Barisia juarezi Karges & Wright, 1987

Statut de conservation UICN

 EN B1ab(ii) : En danger
Mesaspis juarezi est une espèce de sauriens de la famille des Anguidae.

## Répartition
Cette espèce est endémique d'Oaxaca au Mexique. Elle se rencontre de 2 000 à 2 800 m d'altitude dans la Sierra Juárez.

## Étymologie
Cette espèce est nommée en référence au lieu de sa découverte, la Sierra Juárez.

## Publication originale
- Karges & Wright, 1987 : A new species of Barisia (Sauria, Anguidae) from Oaxaca, Mexico. Contributions to Science, Natural History Museum of Los Angeles County, no 381, p. 1-11 (texte intégral)